# Reino de Serbia (Habsburgo)
El reino de Serbia (1718-1739) fue una provincia de la monarquía de los Habsburgo desde 1718 hasta 1739. Estaba formada por el territorio al sur de los ríos Sava y Danubio, que conquistaron los Habsburgo al Imperio otomano en 1718, pero que fue devuelto a la administración otomana en 1739.

## Historia

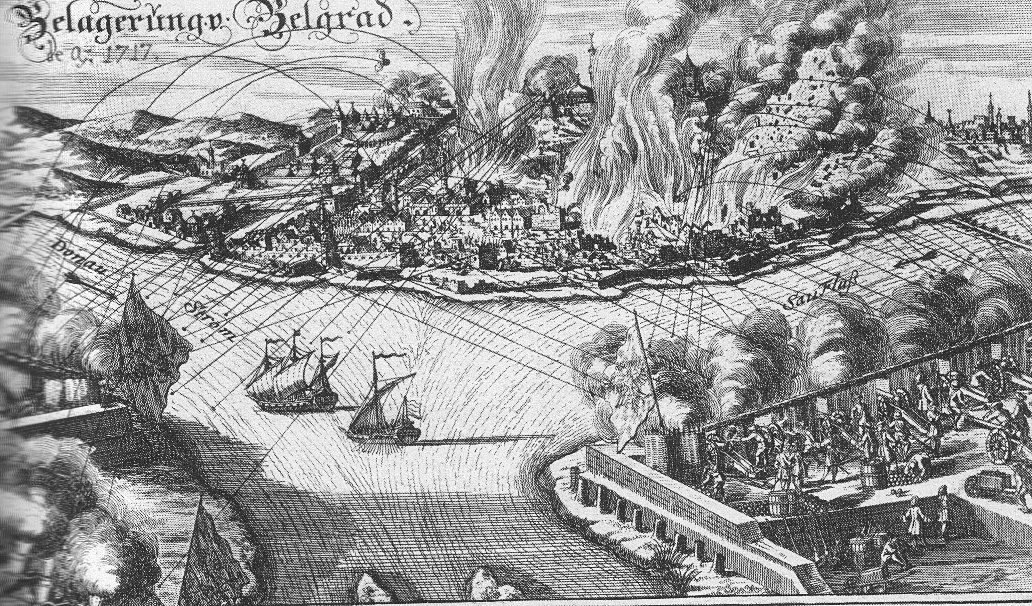
Grabado del asedio de Belgrado de 1717.

En 1718, la monarquía de los Habsburgo conquistó al Imperio otomano algunas partes de la actual Serbia, incluyendo el Banato, Sirmia suroriental, y el norte de Serbia Central. 
En parte de este territorio, al sur de los ríos Sava y Danubio, los Habsburgo formaron una provincia llamada reino de Serbia. El emperador de Habsburgo, Carlos VI del Sacro Imperio Romano Germánico, utilizó el título de rey de Serbia, mientras que el administrador de la provincia, fue nombrado gobernador. El territorio de la actual Serbia oriental, también conquistado por los Habsburgo en 1718, no fue incluido en este reino de Serbia, pero era administrativamente una parte del Banato de Timisoara. 
Después de una nueva guerra entre los Habsburgo y los otomanos en 1739, la monarquía Habsburgo perdió todos los territorios al sur de los ríos Sava y Danubio, incluyendo todo el territorio del Reino de Serbia. El Banato y Sirmia, al norte de la actual Serbia, quedaron en poder de los Habsburgo hasta 1918. 
El territorio de la actual Serbia Central ha sido incluido en el Imperio de los Habsburgo en otras dos ocasiones, que son:
- Previamente, entre 1689 y 1692
- Durante la Rebelión de Kočina Krajina (1788-1791).

## Administradores
- General Odijer, administrador temporal (1718-1720)
- Alejandro de Württemberg, gobernador (1720-1733)

### Otras
- Esta obra contiene una traducción  derivada de «Kingdom of Serbia (1718-1739)» de Wikipedia en inglés, publicada por sus editores bajo la Licencia de documentación libre de GNU y la Licencia Creative Commons Atribución-CompartirIgual 4.0 Internacional.